# Sergenon
Sergenon är en kommun i departementet Jura i regionen Bourgogne-Franche-Comté i östra Frankrike. Kommunen ligger i kantonen Chaumergy som tillhör arrondissementet Lons-le-Saunier. År 2022 hade Sergenon 57 invånare.

## Befolkningsutveckling
Antalet invånare i kommunen Sergenon
Referens:INSEE